# 劳伦斯世界体育奖年度突破
劳伦斯世界体育奖年度突破（英語：Laureus World Sports Award for Breakthrough of the Year）2007年前称劳伦斯世界体育奖年度新人（Laureus World Sports Award for Newcomer of the Year），是2000年首届劳伦斯世界体育奖创立的年度奖项，旨在表彰世界体坛取得显著突破的个人或团体。世界体育奖由全球组织劳伦斯体育公益基金会主办，该机构参与150多个慈善项目，资助50万青少年。首届颁奖典礼于2000年5月25日在蒙特卡洛举行，纳尔逊·曼德拉发表主题演说。根据2020年的评选规则，年度突破奖先由“世界领先的体育编辑、作家和广播公司”组成评审团选出六人入围，劳伦斯世界体育学院挑选最终得主。一年一度的颁奖典礼在世界各地举办，得主奖杯由卡地亞制作。劳伦斯世界体育奖声望卓著，有体育界的奥斯卡奖美誉。
首位年度新人是年仅19岁的西班牙高爾夫球手塞爾希奧·加西亞，他在第一个职业赛季获1999年PGA锦标赛亚军，仅落后老虎伍茲一杆，创下萊德盃欧洲队最年轻球员纪录。此后他还在2018年胜出，是唯一两获年度突破奖的选手。至今共有17男4女共21人获奖，团体入围共八次但从未胜出。英国和西班牙运动员各四次获奖，比其他国家都多，其次是美国三次，德国、中华人民共和国、哥伦比亚各两次。获奖最多的是高尔夫球手，达六次，其次是一级方程式赛车手五次。2017年得主是德国赛车手尼科·罗斯伯格，在2016年世界一級方程式錦標賽以五分之差战胜对友路易斯·咸美頓，并在五天后宣布退役，他在两个月后拿到劳伦斯奖杯。2025年在马德里颁奖典礼获奖的最新得主是足球运动员拉明·亚马尔。

## 胜出与入围
| 年份 | 图像 | 得主               | 国籍           | 项目             | 入围 | 参考                 |
| ---- | ---- | ------------------ | -------------- | ---------------- | --- | -------------------- |
| 2000 |      | 塞爾希奧·加西亞    | 西班牙         | 高爾夫球         | 科特·华纳（美国），美式足球 塞雷娜·威廉姆斯（美国），网球 | [ 15 ] [ 16 ]        |
| 2001 |      | 马拉特·萨芬        | 俄罗斯         | 网球             | 阿倫·巴德利（澳大利亚），高尔夫球 简森·巴顿（英国），一级方程式赛车 胡安·卡洛斯·费雷罗（西班牙），网球 布瑞特·李（澳大利亚），板球                                                | [ 17 ] [ 18 ]        |
| 2002 |      | 胡安·帕布羅·蒙托亞 | 哥伦比亚       | 一级方程式赛车   | 金·克萊斯特絲（比利时），网球 史提芬·謝拉特（英国），足球 贾斯汀·海宁（比利时），网球 安迪·罗迪克（美国），网球                                                                   | [ 9 ] [ 19 ]         |
| 2003 |      | 姚明               | 中华人民共和国 | 篮球             | 達妮埃拉·漢圖霍娃（斯洛伐克），网球 大卫·纳尔班迪安（阿根廷），网球 韦恩·鲁尼（英国），足球 约赫姆·厄伊特德哈赫（荷兰），速度滑冰                                                 | [ 20 ] [ 21 ]        |
| 2004 |      | 魏圣美             | 美国           | 高尔夫球         | 费尔南多·阿隆索（西班牙），一级方程式赛车 本·柯蒂斯（美国），高尔夫球 勒布朗·詹姆斯（美国），篮球 羅賓奴（巴西），足球 玛丽亚·莎拉波娃（俄罗斯），网球                            | [ 22 ] [ 23 ]        |
| 2005 |      | 刘翔               | 中华人民共和国 | 跨欄             | 阿米尔·汗（英国），拳击 斯维特拉娜·库兹涅佐娃（俄罗斯），网球 洛尔·马诺杜（法国），游泳 丹尼·佩德罗萨（西班牙），世界摩托车锦标赛 邢慧娜（中华人民共和国），田径                  | [ 24 ] [ 25 ]        |
| 2006 |      | 拉斐爾·拿度        | 西班牙         | 网球             | 帕菈·克萊莫（美国），高尔夫球 利昂内尔·梅西（阿根廷），足球 安迪·穆雷（英国），网球 丹妮卡·帕特里克（美国），赛车 本·罗斯利斯伯格（美国），美式足球                               | [ 26 ] [ 27 ]        |
| 2007 |      | 阿梅莉·毛瑞斯莫    | 法国           | 网球             | 泽维尔·卡特（美国），短跑 迦納國家足球隊（加纳），足球 路易斯·咸美頓（英国），一级方程式赛车 布丽塔·斯特芬（德国），游泳 马晓旭（中华人民共和国），足球                           | [ 28 ] [ 29 ]        |
| 2008 |      | 路易斯·咸美頓      | 英国           | 一级方程式赛车   | 諾瓦克·喬科維奇（塞尔维亚），网球 泰森·盖伊（美国），短跑 阿尔伯托·康塔多（西班牙），公路自行车 奧斯卡·皮斯托利斯（南非），短跑 凯西·斯通纳（澳大利亚），世界摩托车锦标赛         | [ 30 ] [ 31 ]        |
| 2009 |      | 丽贝卡·阿德林顿    | 英国           | 游泳             | 诺瓦克·德约科维奇（塞尔维亚），网球 安娜·伊萬諾維奇（塞尔维亚），网球 安東尼·金（美国），高尔夫球 塞巴斯蒂安·維泰爾（德国），一级方程式赛车 邹凯（中华人民共和国），体操          | [ 32 ] [ 33 ] [ 34 ] |
| 2010 |      | 简森·巴顿          | 英国           | 一级方程式赛车   | 马克·卡文迪什（英国），公路自行车 湯姆·戴利（英国），跳水 胡安·馬丁·德爾波特羅（阿根廷），网球 申智爱（韩国），高尔夫球 沃尔夫斯堡足球俱乐部（德国），足球                        | [ 35 ] [ 36 ]        |
| 2011 |      | 馬丁·凱默爾        | 德国           | 高尔夫球         | 克里斯托夫·勒邁特雷（法国），短跑 特迪·塔姆戈（法国），三级跳远 路易·乌修仁（南非），高尔夫球 馬特奧·曼納塞羅（意大利），高尔夫球 托马斯·穆勒（德国），足球                       | [ 37 ] [ 38 ]        |
| 2012 |      | 羅伊·麥克羅伊      | 北爱尔兰       | 高尔夫球         | 李娜（中华人民共和国），网球 奧斯卡·皮斯托利斯（南非），短跑 穆罕默德·法拉（英国），长跑 佩特拉·克維托娃（捷克），网球 約安·布雷克（牙买加），短跑                                | [ 39 ] [ 40 ]        |
| 2013 |      | 安迪·穆雷          | 英国           | 网球             | 加布丽埃勒·道格拉斯（美国），体操 基拉尼·詹姆斯（格林纳达），短跑 内马尔（巴西），足球 扬尼克·阿涅尔（法国），游泳 叶诗文（中华人民共和国），游泳                                 | [ 41 ] [ 42 ]        |
| 2014 |      | 馬克·馬爾克斯      | 西班牙         | 世界摩托车锦标赛 | 阿富汗國家板球隊（阿富汗），板球 拉斐尔·霍尔茨德佩（德国），撑杆跳高 奈洛·金塔纳（哥伦比亚），公路自行车 賈斯汀·羅斯（英国），高尔夫球 亞當·斯科特（澳大利亚），高尔夫球          | [ 43 ] [ 44 ]        |
| 2015 |      | 丹尼尔·里卡多      | 澳大利亚       | 一级方程式赛车   | 馬林·契利奇（克罗地亚），网球 马里奥·格策（德国），足球 瑞士戴维斯杯队（瑞士），网球 米凱拉·席弗琳（美国），高山滑雪 哈梅斯·罗德里格斯（哥伦比亚），足球                          | [ 45 ] [ 46 ]        |
| 2016 |      | 喬丹·斯皮思        | 美国           | 高尔夫球         | 馬克斯·維斯塔潘（荷兰），一级方程式赛车 智利國家足球隊（智利），足球 亞當·佩蒂（英国），游泳 泰森·福里（英国），拳击 傑森·戴伊（澳大利亚），高尔夫球                              | [ 47 ] [ 48 ]        |
| 2017 |      | 尼科·罗斯伯格      | 德国           | 一级方程式赛车   | 阿爾馬茲·阿亞納（埃塞俄比亚），长跑 斐济国家七人橄榄球队（斐濟），七人制橄欖球 冰島國家足球隊（冰岛），足球 莱斯特城足球俱乐部（英国），足球 瓦伊德·范尼凯克（南非），短跑        | [ 13 ] [ 49 ]        |
| 2018 |      | 塞爾希奧·加西亞    | 西班牙         | 高尔夫球         | 揚尼斯·安戴托昆波（希腊），篮球 凱勒布·德萊賽爾（美国），游泳 安东尼·约书亚（英国），拳击 基利安·麥巴比（法国），足球 耶蓮娜·奧斯塔朋科（拉脫維亞），网球                         | [ 50 ] [ 51 ]        |
| 2019 |      | 大坂直美           | 日本           | 网球             | 安娜·卡拉斯科（西班牙），世界摩托车锦标赛 雅各布·英厄布里格森（挪威），中长跑 杰兰特·托马斯（英国），公路自行车 索菲娅·戈贾（意大利），高山滑雪 布莉安娜·威廉姆斯（牙买加），短跑 | [ 52 ] [ 53 ]        |
| 2020 |      | 伊根·贝尔纳尔      | 哥伦比亚       | 公路自行车       | 小安迪·鲁伊兹（美国），拳击 比安卡·安德烈斯庫（加拿大），网球 科科·高夫（美国），网球 日本國家橄欖球隊（日本），橄欖球 丽根·史密斯（美国），游泳                                  | [ 54 ] [ 55 ]        |
| 2021 |      | 帕特里克·马霍姆斯  | 美国           | 美式足球         | 安蘇·法蒂（西班牙），足球 霍安·米尔（西班牙），世界摩托车锦标赛 塔德伊·波加薩爾（斯洛文尼亚），公路自行车 伊加·斯维亚特克（波兰），网球 多米尼克·蒂姆（奥地利），网球             | [ 56 ]               |
| 2022 |      | 艾玛·拉杜卡努      | 英国           | 网球             | 尼拉吉·秋普拉（印度），擲標槍 丹尼爾·梅德韋傑夫（俄罗斯），网球 佩德里（西班牙），足球 尤利玛尔·罗哈斯（委内瑞拉），三级跳远 阿里亚妮·蒂特马斯（澳大利亚），游泳                  | [ 57 ]               |
| 2023 |      | 卡洛斯·阿尔卡拉斯  | 西班牙         | 网球             | 叶连娜·莱巴金娜（哈萨克斯坦），网球 摩洛哥國家足球隊（摩洛哥），足球 陈巍（美国），花样滑冰 斯科蒂·謝弗勒（美国），高爾夫球 托比·阿穆桑（尼日利亚），田径                         | [ 14 ]               |
| 2024 |      | 祖德·贝林厄姆      | 英國           | 足球             | 琳达·凯塞多（哥伦比亚），足球 科科·高夫（美国），网球 覃海洋（中国），游泳 約什·克爾（英国），田径 莎瑪·帕拉盧埃洛（西班牙），足球                                                | [ 58 ]               |
| 2025 |      | 拉明·亞馬爾        | 西班牙         | 足球             | 朱利恩·艾尔弗雷德（圣卢西亚），田径 拜耳04利華古遜（德国），足球 萨默·麦金托什（加拿大），競技游泳 萊西萊·特博格（博茨瓦纳），田径 維克托·文班亞馬（法国），篮球                  | [ 59 ]               |

## 统计
| 国别       | 胜出 | 入围 |
| ---------- | ---- | ---- |
| 英国       | 7    | 15   |
| 西班牙     | 6    | 10   |
| 美国       | 3    | 20   |
| 德国       | 2    | 8    |
| 中国       | 2    | 6    |
| 哥伦比亚   | 2    | 3    |
| 澳大利亚   | 1    | 6    |
| 法国       | 1    | 6    |
| 俄罗斯     | 1    | 3    |
| 日本       | 1    | 1    |
| 南非       | 0    | 4    |
| 阿根廷     | 0    | 3    |
| 塞尔维亚   | 0    | 3    |
| 比利时     | 0    | 2    |
| 巴西       | 0    | 2    |
| 意大利     | 0    | 2    |
| 牙买加     | 0    | 2    |
| 荷兰       | 0    | 2    |
| 阿富汗     | 0    | 1    |
| 奥地利     | 0    | 1    |
| 加拿大     | 0    | 1    |
| 智利       | 0    | 1    |
| 克罗地亚   | 0    | 1    |
| 捷克       | 0    | 1    |
| 克罗地亚   | 0    | 1    |
| 埃塞俄比亚 | 0    | 1    |
| 斐济       | 0    | 1    |
| 加纳       | 0    | 1    |
| 格林纳达   | 0    | 1    |
| 希腊       | 0    | 1    |
| 冰岛       | 0    | 1    |
| 以色列     | 0    | 1    |
| 日本       | 0    | 1    |
| 哈萨克斯坦 | 0    | 1    |
| 韩国       | 0    | 1    |
| 拉脱维亚   | 0    | 1    |
| 摩洛哥     | 0    | 1    |
| 尼日利亚   | 0    | 1    |
| 挪威       | 0    | 1    |
| 波兰       | 0    | 1    |
| 斯洛伐克   | 0    | 1    |
| 斯洛文尼亚 | 0    | 1    |
| 瑞士       | 0    | 1    |
| 委内瑞拉   | 0    | 1    |
| 圣卢西亚   | 0    | 1    |
| 博茨瓦纳   | 0    | 1    |

| 项目             | 胜出 | 入围 |
| ---------------- | ---- | ---- |
| 网球             | 7    | 24   |
| 高尔夫球         | 6    | 11   |
| 一级方程式赛车   | 5    | 5    |
| 足球             | 2    | 23   |
| 田径             | 1    | 21   |
| 游泳             | 1    | 9    |
| 公路自行车       | 1    | 5    |
| 世界摩托车锦标赛 | 1    | 4    |
| 篮球             | 1    | 3    |
| 橄榄球           | 1    | 2    |
| 拳击             | 0    | 4    |
| 高山滑雪         | 0    | 2    |
| 板球             | 0    | 2    |
| 体操             | 0    | 2    |
| 赛车             | 0    | 1    |
| 跳水             | 0    | 1    |
| 七人制橄榄球     | 0    | 1    |
| 速度滑冰         | 0    | 1    |
| 花样滑冰         | 0    | 1    |